# (4692) SIMBAD
(4692) SIMBAD es un asteroide perteneciente al cinturón de asteroides, descubierto el 4 de noviembre de 1983 por Brian A. Skiff desde la Estación Anderson Mesa (condado de Coconino, cerca de Flagstaff, Arizona, Estados Unidos).

## Designación y nombre
Designado provisionalmente como 1983 VM7. Fue nombrado SIMBAD en homenaje a todo el personal del Centro de datos astronómicos de Estrasburgo por su esfuerzo en mantener la base de datos estelar SIMBAD.

## Características orbitales
SIMBAD está situado a una distancia media del Sol de 2,255 ua, pudiendo alejarse hasta 2,591 ua y acercarse hasta 1,920 ua. Su excentricidad es 0,148 y la inclinación orbital 3,702 grados. Emplea 1237 días en completar una órbita alrededor del Sol.

## Características físicas
La magnitud absoluta de SIMBAD es 13,4. Tiene 4,862 km de diámetro y su albedo se estima en 0,358.